# Server-based Computing

Der Server als zentrales System stellt die Anwendungen für die angeschlossenen Clients bereit.

Server-based Computing (SBC) bietet in einem Client-Server-System die zentrale Bereitstellung von Anwendungsprogrammen auf einem (oder mehreren) leistungsfähigen Servern.
SBC erlaubt es auch unterdimensionierten bzw. veralteten PCs oder darauf spezialisierten Thin Clients, Applikationen wie etwa den Internet Explorer oder typische Office-Anwendungen (Word, Excel) anstatt in ihrem eigenen im Arbeitsspeicher eines zentralen Application Servers ablaufen zu lassen. Client-PCs werden dabei in Terminals verwandelt, die lediglich der Eingabe von Daten (über Tastatur und Maus) dienen und diese an einen Terminalserver schicken. Dieser führt die eigentliche Bearbeitung durch, um die sich daraus ergebende Bildschirmausgabe wieder zurück an den Client-PC zu senden.
Eine weitere Anwendung von SBC ist es, rechenintensive Anwendungen wie Simulationen oder Berechnungen auf zentralen Serverinstallation zur Verfügung zu halten. Diese Anwendungen können dann von entfernten Standorten genutzt werden, ohne dass eine aufwendige Vorortinstallation notwendig ist. Teilweise sind allerdings aufgrund der Anwendungen besondere Kommunikationsmechanismen notwendig, wenn etwa hohe Ansprüche an interaktive Grafik gestellt werden oder große Eingabe- oder Ausgabedatenströme zu verarbeiten sind.
Das Funktionsprinzip des SBC ist dem des Host-Terminal-Systems sehr ähnlich.